# Djevdet Chakarov
Djevdet Ibriam Chakarov (Джевдет Ибрям Чакъров en bulgare), né le 8 août 1960 à Assénovgrad, est un politique bulgare, ministre de l’environnement du 17 août 2005 au 27 juillet 2009 dans le gouvernement de Sergueï Stanichev, député dans les 39e, 40e, 41e et 42e Assemblée Nationale Bulgare, élu dans la liste du MDL (Mouvement pour les droits et libertés).
Chakarov est membre du PP Mouvement pour les droits et libertés. Depuis 1996, il est membre du Bureau central du parti. Depuis 2001, il a la responsabilité de la politique internationale du parti MDL et notamment, les relations avec L'Alliance des démocrates et des libéraux pour l'Europe (ADLE) et l'Internationale libérale. Depuis mai 2005, Djevdet Chakarov est vice-président et membre du Bureau de l'Internationale libérale.

## Biographie

### Études et formation
Djevdet Chakarov est chirurgien, diplômé de l'Université de médecine de Plovdiv en 1986. Il a poursuivi ses études et en 1996, spécialisée dans la "chirurgie endoscopique et endocrine" et a reçu en 2001 un diplôme en « management de santé ».
Entre 1986 et 1988, il a travaillé comme chirurgien à l'hôpital de la ville de Lucky.
De 1988 à 2001, il était chef adjoint de chirurgie générale à l'Université de médecine de Plovdiv. Il publie différents articles dans des revues spécialisées dans le domaine de la chirurgie, de la microbiologie, la médecine sociale et de la gestion de la santé.
Et maintenant[Quand ?], Djevdet Chakarov continue de mener des opérations à l'hôpital universitaire "St. George" à l'Université de médecine de Plovdiv.
En mai 2011, le Conseil municipal de sa ville natale a décidé de lui décerner le titre de "Citoyen d'honneur d’Assenovgrad".

### Carrière politique

#### Les débuts
Djevdet Chakarov est membre du parti MDL depuis sa création. Depuis 1996, il est membre du Bureau central du parti. Depuis 2001, il a la responsabilité de la politique internationale du parti MDL. En juin 2001, il a été élu en tant que député du Mouvement pour les droits et libertés de la région 8e circonscription à l'Assemblée nationale 39e et depuis il a été élu député en quatre assemblées nationales successives.

#### Président de commission parlementaire
Lors de son premier mandat en tant que député dans la 39e Assemblée nationale, Djevdet Chakarov a été élu président de la commission de l’environnement et de l’eau (2001-2005).
Durant les années de négociation de l’entrée de Bulgarie dans l’UE, il participe activement au processus de synchronisation de la législation environnementale bulgare et les lois européennes en vigueur.
Djevdet Chakarov est coauteur de plusieurs lois dont la loi sur la biodiversité, adoptée en 2002, un projet de loi modifiant et complétant la Loi sur le tabac et les produits du tabac, la loi sur les activités d’irrigations, etc.
Une loi d’intérêt public forte est celle concernant les organismes génétiquement modifiés (OGM). Djevdet Chakarov défend des dispositions plus restrictives pour la culture et pour des expériences scientifiques avec les cultures génétiquement modifiées. Il a organisé une série de débats publics. Sous sa direction, la commission parlementaire sur l'environnement et l'eau arrive à consensus sur l’adoption d’une loi par le Parlement plus restrictive en matière d’OGM.

#### Ministre de l'Environnement et de l'Eau
Du 16 août 2005 au 29 juillet 2009, Djevdet Chakarov est le ministre de l'Environnement et de l'Eau dans le gouvernement de coalition de Sergueï Stanichev.
Durant le mandat de Chakarov, le Ministère de l'Environnement et de l'Eau a préparé un Programme opérationnel «Environnement», qui a été approuvé par la Commission européenne en novembre 2007 en sachant que le 1er janvier de cette année, la Bulgarie est devenue membre à part entière de l'UE. Le programme a été lancé avec succès en mars 2008. Le Ministère de l'Environnement et de l'Eau a préparé aussi des propositions pour des zones environnementales à inclure dans le réseau écologique européen Natura 2000.
En tant que ministre, Djevdet Chakarov souligne la faible redevance injustifiée spécifiée dans le contrat pour la concession de l'un des plus riches gisements d'or en Bulgarie - Chelopech. Chakarov estime que l'intérêt national et public n'est pas protégé. En tant que ministre, il n'a pas approuvé le rapport d'évaluation sur l'impact environnemental proposé par le concessionnaire « Dundee Precious Metals » qui souhaite augmenter l'exploitation d’or. Les négociations du Ministre de l’Économie et de l’énergie (y compris les membres des trois partis de la coalition au pouvoir)  avec le concessionnaire pour augmenter la redevance de concession ont fini en mars 2008 avec un accord visant à augmenter la redevance de concession près de 10 fois.
Chakarov a pris aussi des mesures pour construire un système efficace et efficient de collecte et de recyclage des déchets électriques et électroniques. Il a encouragé les entreprises à exploiter les différents types de déchets à faire des investissements supplémentaires et de construire un véritable système de collecte et de recyclage des déchets dans le pays. Par conséquent, en mai 2006, est fait l'élaboration d'un protocole de la réalisation des objectifs nationaux pour la récupération et le recyclage des déchets d'emballages pendant trois ans jusqu'à la fin de 2008. Le mémorandum a été signé par le ministre de l'Environnement et de l'Eau Chakarov et des représentants des directions des cinq organisations pour la récupération des déchets d'emballage.

#### Dans l’opposition
Après les élections législatives en 2009, Djevdet Chakarov a été élu en tant que député MDL de la 41e Assemblée nationale, 2e circonscription de la ville de Burgas. Il est devenu vice-président de la commission parlementaire des affaires européennes et du contrôle des fonds européens et aussi un membre de la commission parlementaire sur l'environnement et l'eau.
En 2011, en tant que membre de la commission parlementaire sur l'environnement et l'eau, Chakarov est l'un des premiers à soulever la question concernant les risques de la libéralisation de la loi sur les OGM (organisme génétiquement modifié).
Entre la première et la deuxième lecture des amendements à la loi sur les OGM Chakarov a soumis des propositions visant à préserver la restriction de loi sur les OGM existants, adoptée en 2005. Finalement, le gouvernement a cédé à la pression publique intense.
Chakarov critique la stratégie nationale du secteur de l'eau, préparée par le ministère et approuvée par le gouvernement GERB et acceptée par la majorité de la 41e Assemblée nationale à la fin de 2012.

#### Retour à la majorité au pouvoir
Après les élections législatives en mai 2013, Chakarov a été réélu à la 42e arrondissement Assemblée nationale et 17e circonscription - Plovdiv. Il est le directeur de la délégation parlementaire de l'Assemblée parlementaire de l'Organisation pour la sécurité et la coopération en Europe (OSCE). Il est le vice-président de la commission parlementaire sur l'environnement et de l'eau et membre de la commission parlementaire des affaires européennes et du contrôle des fonds européens.

### Les activités internationales
Dans le cadre de l’Internationale libérale, Djevdet passe plusieurs formations politiques.
En 1998, il a été en formation à Hambourg, Allemagne, organisé par la fondation "Friedrich Naumann."
En 1999, il a suivi  une formation politique à Londres, dont une partie comprend une participation d’un mois dans la campagne électorale pour les élections au Parlement européen du Parti libéral au Royaume-Uni.
En 2001, Chakarov présente et défend la pleine adhésion du MDL au sein du Parti Européen Libéral.
En 2002, il a présenté et défendu la candidature du parti MDL pour devenir un observateur de l’Internationale libérale lors du Comité exécutif de l'organisation à Gibraltar.
En mai 2005, Chakarov a été élu vice-président et membre du Bureau de l'Internationale libérale. Il est toujours en poste pour un quatrième mandat.

## Famille et vie personnelle
Chakarov est marié et père de deux enfants.